# Новосепяшево
Новосепя́шево (рос. Новосепяшево, башк. Яңы Сәпәш) — село у складі Альшеєвського району Башкортостану, Росія. Адміністративний центр Ібраєвської сільської ради.
Населення — 283 особи (2010; 328 в 2002).
Національний склад:
- башкири — 97 %

## Відомі люди
- Султангарєєва Розалія Асфандіярівна — Заслужений працівник культури Башкортостану.